# Transjö Hytta
Transjö Hytta är en studioglashytta i Transjö, söder om Kosta i Lessebo kommun.
I Transjö fanns 1870–1950 ett planglasbruk. År 1979 startade Ann Wolff och Wilke Adolfsson Transjö Stenhytta i ett tidigare sädesmagasin i Transjö. Den var verksam till 1983. 
Transjö Hytta grundades 1982 av glasblåsmästarna och -konstnärerna Sven-Åke Carlsson (född 1956) och Jan-Erik Ritzman tillsammans med Ann Wolff och Dirk Bimberg i en byggnad vid Lyckebyån, som på planglasbrukets tid använts som sliperibyggnad.